# Акрес, Изабелла
Изабе́лла А́крес (англ. Isabella Acres; род. 21 февраля 2001, Атланта) — американская актриса кино, телевидения и озвучивания, начавшая сниматься в возрасте 6 лет.

## Биография
Изабелла родилась 21 февраля 2001 года в Атланте (штат Джорджия, США). Младшая сестра — Ава, которая, несмотря на очень юный возраст, является весьма востребованной актрисой кино, телевидения и озвучивания (начала карьеру в 2010 году, и по состоянию на октябрь 2017 года появилась или озвучила персонажей в 51 фильме, сериале, мультфильме и мультсериале).
Начав карьеру актрисы, Изабелла с родителями переехала в Лос-Анджелес (штат Калифорния), так как её отец получил там работу.
В 2009 году номинировалась на премию «Молодой актёр» в категории «Лучшее появление в телесериале в качестве приглашённой звезды — Молодая актриса» за роль в сериале «Менталист», но не выиграла награды.

## Избранная фильмография
Широкий экран (кроме озвучивания)
- 2011 — Будущее / The Future — Габриэлла
- 2015 — Здравствуйте, меня зовут Дорис / Hello, My Name Is Doris — Вивиан
- 2015 — Сбой / Glitch — Сьюзи
- 2017 — Самый подлый человек в Техасе / The Meanest Man in Texas — Рати Уэлси

Телевидение (кроме озвучивания)
- 2007 — Детектив Монк / Monk — ребёнок (в 1 эпизоде[англ.])
- 2008 — Менталист / The Mentalist — Шарлотт Энн Джейн (в 1 эпизоде 1-го сезона)
- 2008 — Ханна Монтана / Hannah Montana — ребёнок №1
- 2009—2010 — Давай ещё, Тед / Better Off Ted — Роуз Крисп (в 14 эпизодах)
- 2011 — Бывает и хуже / The Middle — Отам Вагнер (в 1 эпизоде 2-го сезона)
- 2011 — За школьной доской[англ.] / Beyond the Blackboard — Дана
- 2011 — Событие / The Event — Мэри (в 1 эпизоде)
- 2011 — Отчаянные домохозяйки / Desperate Housewives — Дженни Хантер-Макдермотт
- 2013 — Контакт / Touch — Солейл Фридман (в 4 эпизодах 2-го сезона)
- 2014 — Трофеи Вавилона / The Spoils of Babylon — Синтия Морхаус в детстве (в 2 эпизодах)
- 2015—2016 — Кроссы[англ.] / The Kicks — Мирабель Харрис (в 10 эпизодах)

Озвучивание
- 2008 — Хортон / Horton Hears a Who! — второстепенные персонажи
- 2009 — Облачно, возможны осадки в виде фрикаделек / Cloudy with a Chance of Meatballs — второстепенные персонажи
- 2009—2014 — Финес и Ферб / Phineas and Ferb — Кэти / второстепенные персонажи[2] (в 11 эпизодах)
- 2010 — Медведь Йоги / Yogi Bear — второстепенные персонажи
- 2010, 2012 — Скуби-Ду: Мистическая корпорация / Scooby-Doo! Mystery Incorporated — второстепенные персонажи (в 2 эпизодах)
- 2011 — Ледниковый период: Гигантское Рождество / Ice Age: A Mammoth Christmas — второстепенные персонажи
- 2011, 2014 — Время приключений / Adventure Time — принцесса Жвачка в молодости / Эллен / Гусеница[3] (в 3 эпизодах)
- 2012 — Сопротивление: Горящие небеса[англ.] / Resistance: Burning Skies — Рейчел (игра)
- 2012 — Ральф / Wreck-It Ralph — второстепенные персонажи
- 2012 — Рождество монстров[англ.] / A Monster Christmas — Лилли
- 2013 — Университет монстров / Monsters University — второстепенные персонажи
- 2013 — Скуби-Ду: Боязнь сцены[англ.] / Scooby-Doo! Stage Fright — Эмма Гейл
- 2013—2015, 2017—2018 — София Прекрасная / Sofia the First — Джейд (в 13 эпизодах)